# Studia Kantiana
Studia Kantiana é um periódico acadêmico e filosófico brasileiro, criado em 1998, no âmbito da Sociedade Kant Brasileira, com a intenção de divulgar e publicar os trabalhos relacionados à filosofia de Immanuel Kant no Brasil. É classificado no estrato A2 no sistema Qualis da Coordenação de Aperfeiçoamento de Pessoal de Nível Superior, ligada ao Ministério da Educação. A revista publica, anualmente, cerca de três números, tendo sido uma publicação semestral até 2015.